# Канадский военный музей
Канадский военный музей (англ. Canadian War Museum, фр. Musée canadien de la guerre) — национальный военно-исторический музей, расположенный в районе Лебретон-Флетс г. Оттава на углу Бут-стрит и Аллеи реки Оттава у Шодьерского моста. Охватывает всю военную историю Канады со времён конфликтов между индейскими племенами до прибытия европейцев и до наиболее современных конфликтов. Содержит весьма масштабную коллекцию образцов военной техники, часть которой выставлена в отдельном ангаре, а часть — прямо в экспозиционных залах.
Экспозиции музея весьма «дружелюбны» к посетителю, который может почувствовать себя участником событий и даже взять в руки некоторые экспонаты.
В здании музея также находится Военно-исторический исследовательский центр и библиотека. Коллекция музея (в том числе запасники) включает около 500 000 предметов.
Музей возник в 1880 г. как федеральная коллекция военных артефактов на хранении гарнизона Оттавы и был официально открыт в 1942 г. Первоначально музей находился в Дрилл-Холле на пл. Картье у моста Лорье-авеню, затем переехал в здание Публичного архива Канады на улице Сассекс-драйв (ныне Глобальный центр плюрализма). Современное здание было открыто в мае 2005 г. Оно расположено в 2 км к западу от здания Парламента Канады. В 2017 г. через дорогу от музея был открыт Национальный мемориал Холокоста.
Представители русской общины Оттавы ежегодно 9 мая собираются в танковом зале музея, чтобы отметить праздник.

## Постоянные экспозиции
- Поле битвы: война на территории Канады с ранних времён до 1885 г.
- За корону и страну: бурская война и первая мировая война, 1885—1931 гг.
- Закалённые в огне: вторая мировая война, 1931—1945 г.
- Насильственный мир: холодная война, миротворческие операции и недавние конфликты, с 1945 г. до настоящего времени
- Зал славы Королевского канадского легиона
- Галерея Лебретон (экспозиция образцов военной техники, включая артиллерию, танки, самоходные установки и др.)
- Зал возрождения: зал с символической инсталляцией в виде сужающихся стен.
- Мемориальный зал. Через узкое окно солнце освещает расположенный в зале камень с могилы Неизвестного солдата ежегодно 11 ноября в 11:00.
- Коллекция военного искусства.
- Военно-исторический исследовательский центр.

## Галерея изображений

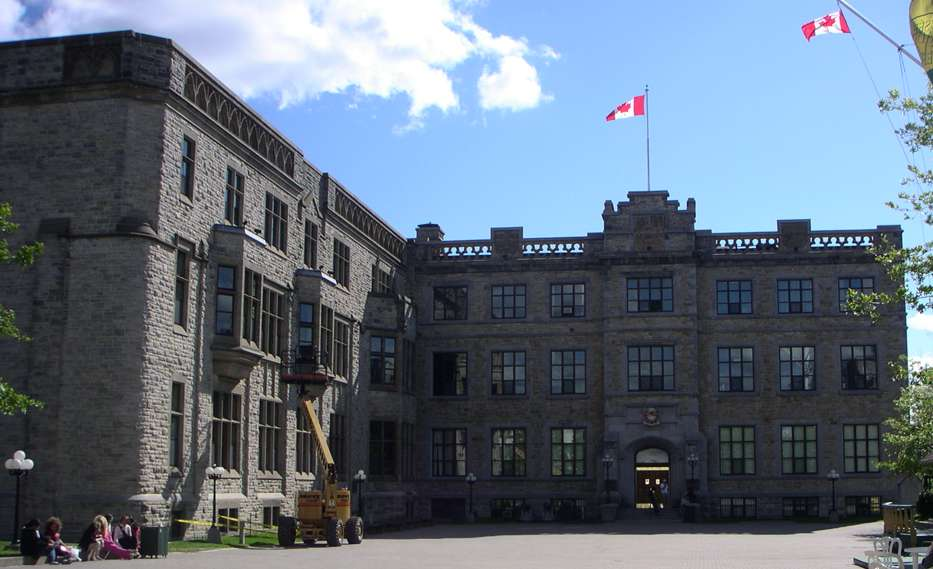
Прежнее здание Военного музея
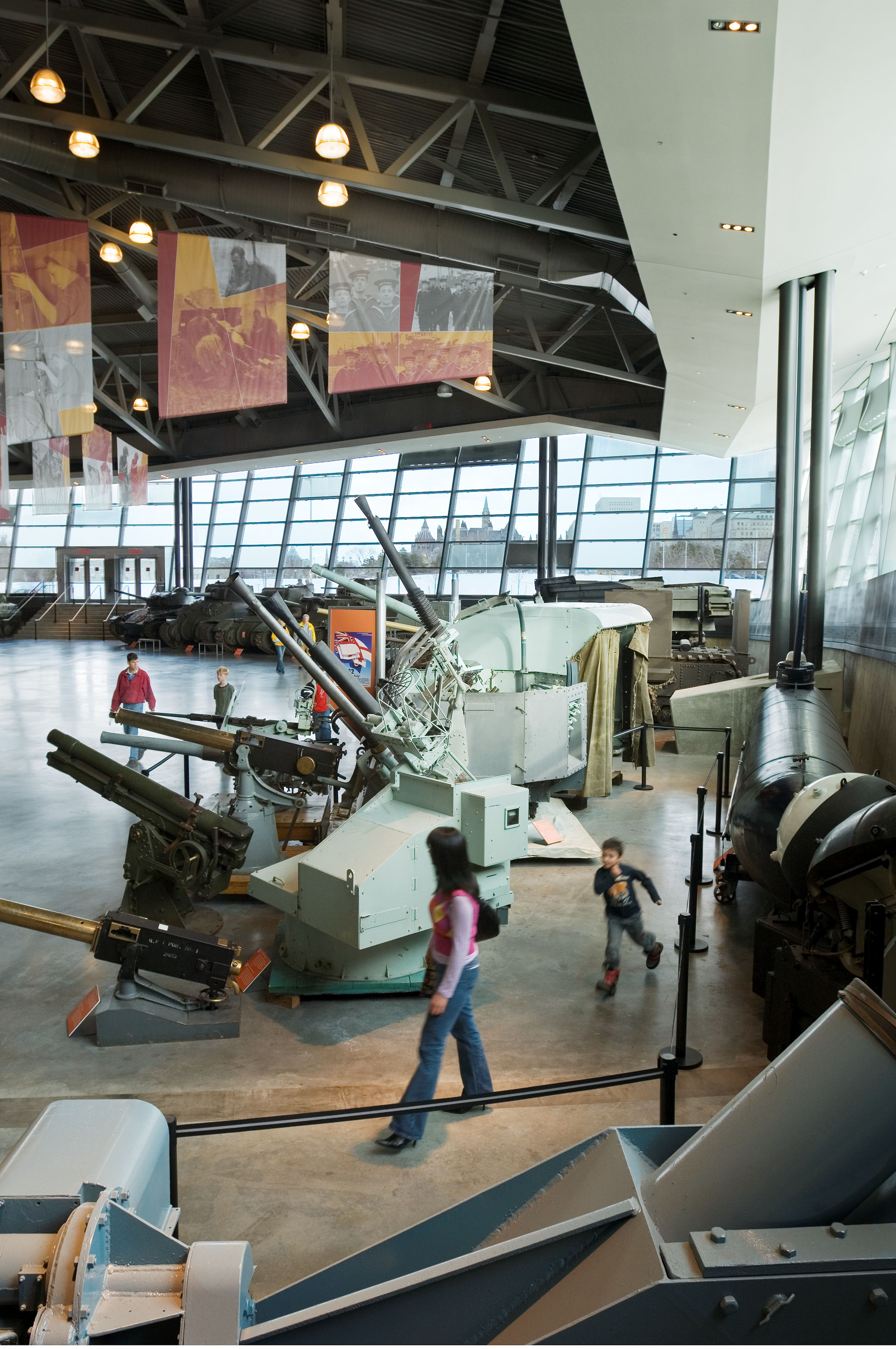
Галерея Лебретон (собрание военной техники)
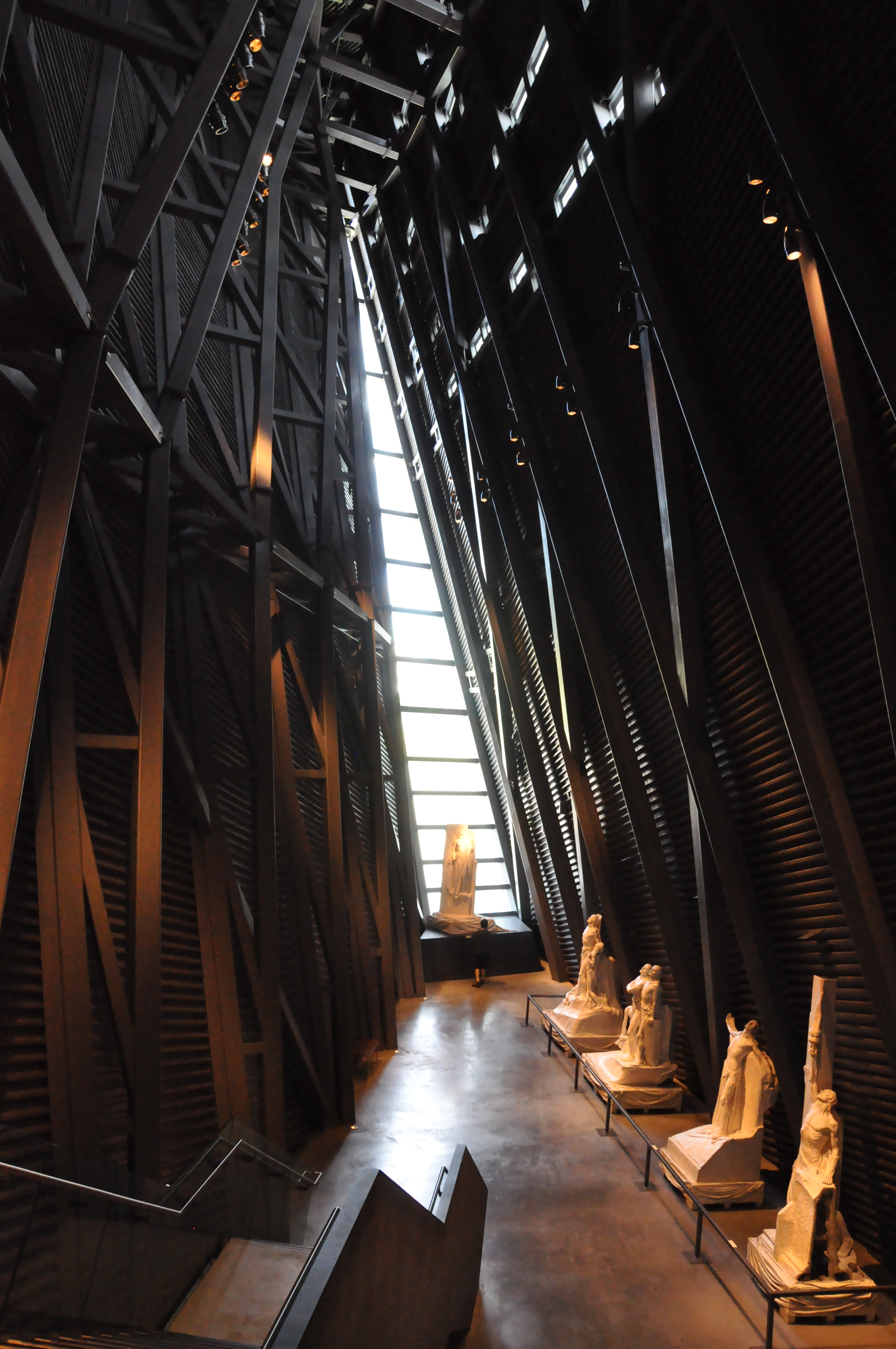
Зал возрождения
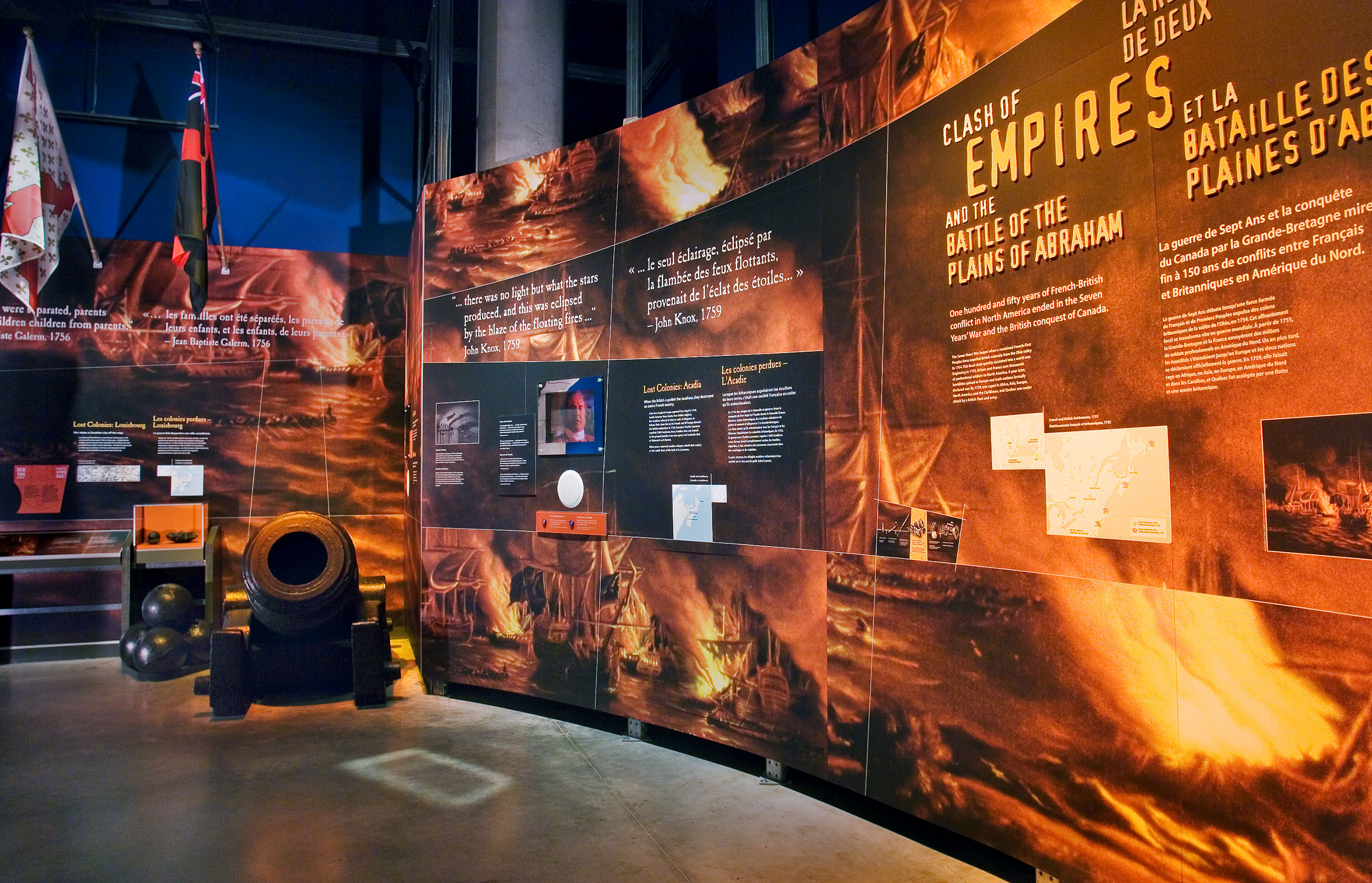
Галерея 1: с древних времён до 1885 г.
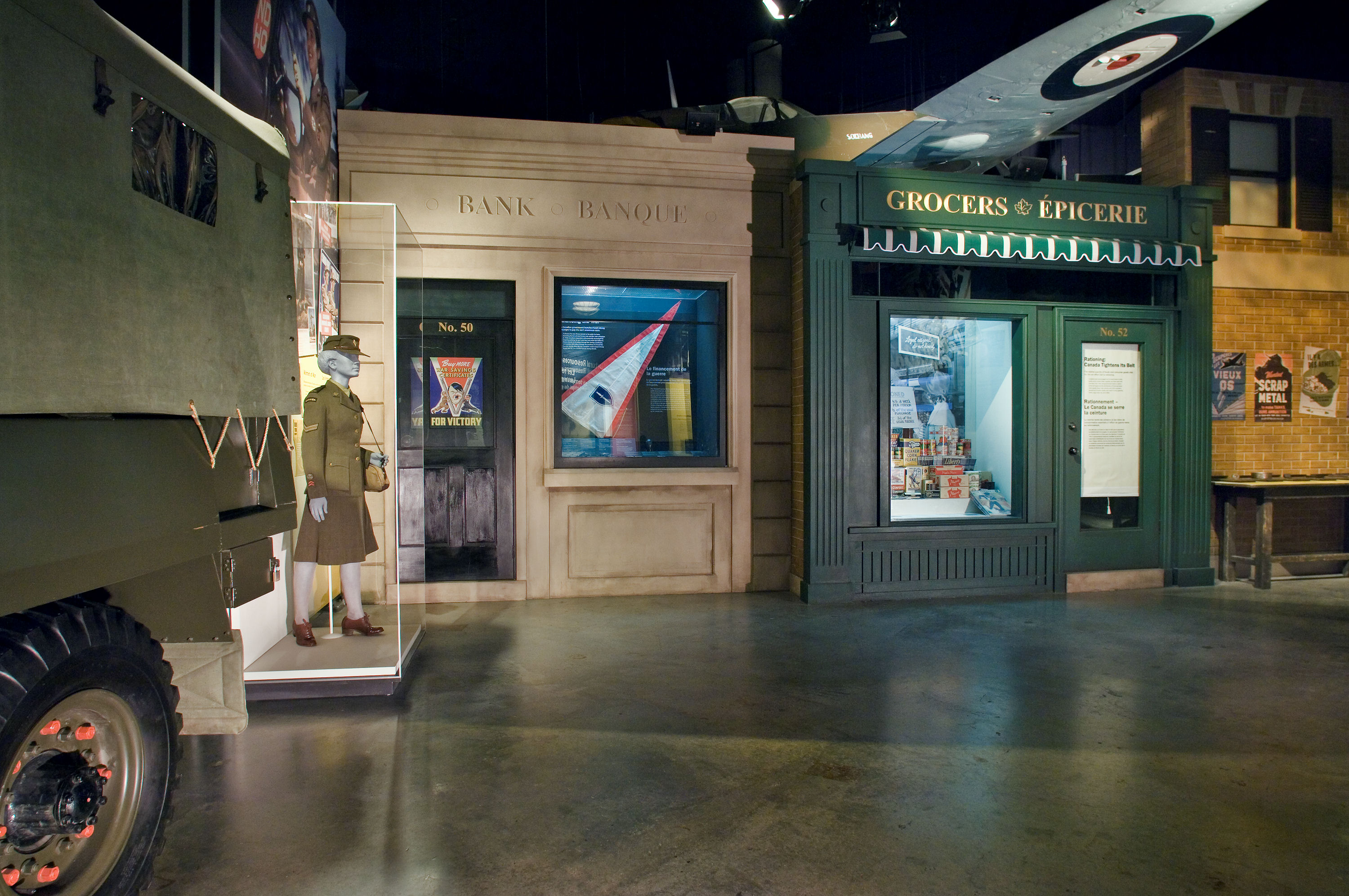
Галерея 3: Вторая мировая война, 1931-1945
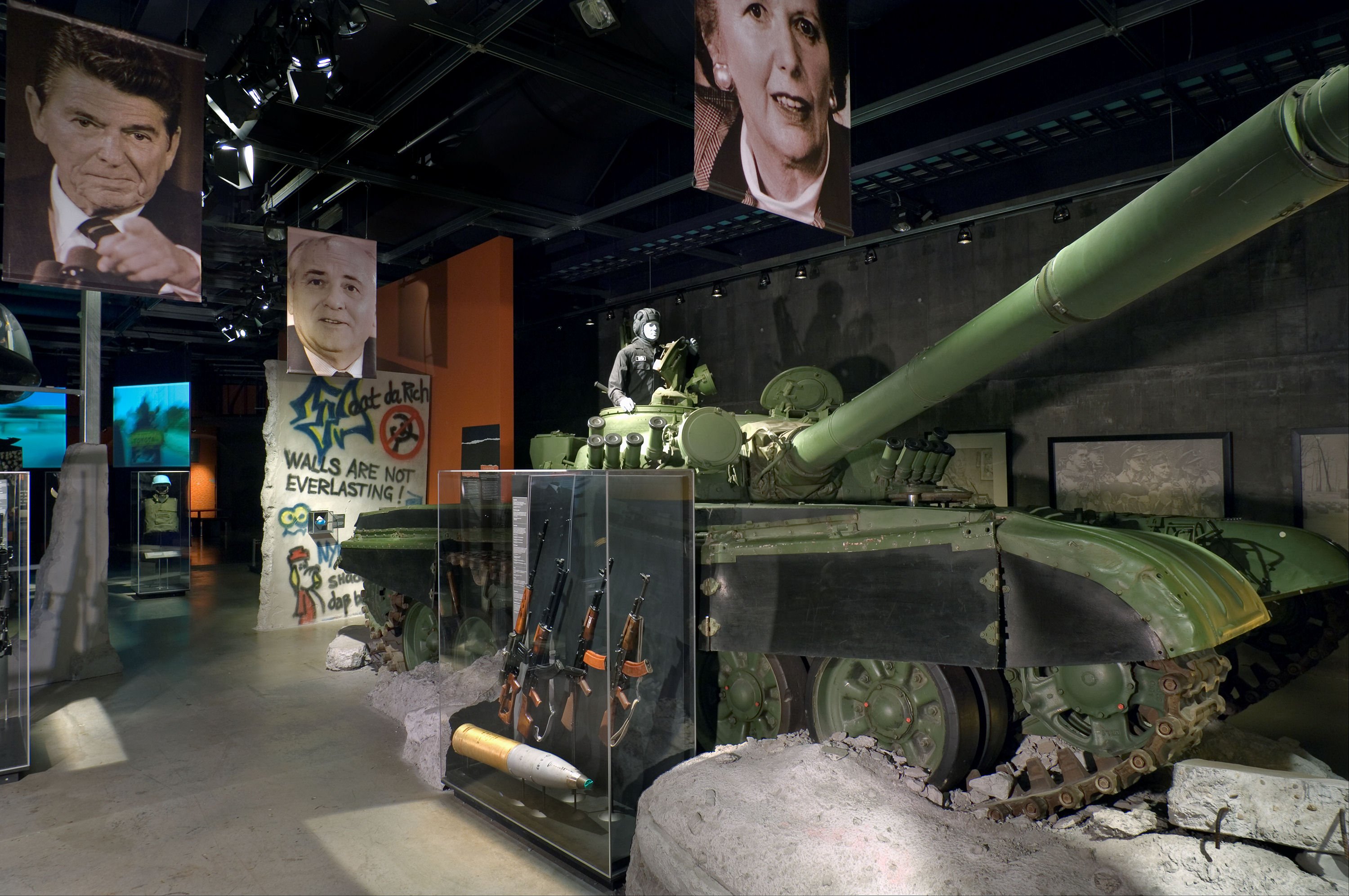
Галерея 4: Холодная война, миротворческие операции и современные конфликты
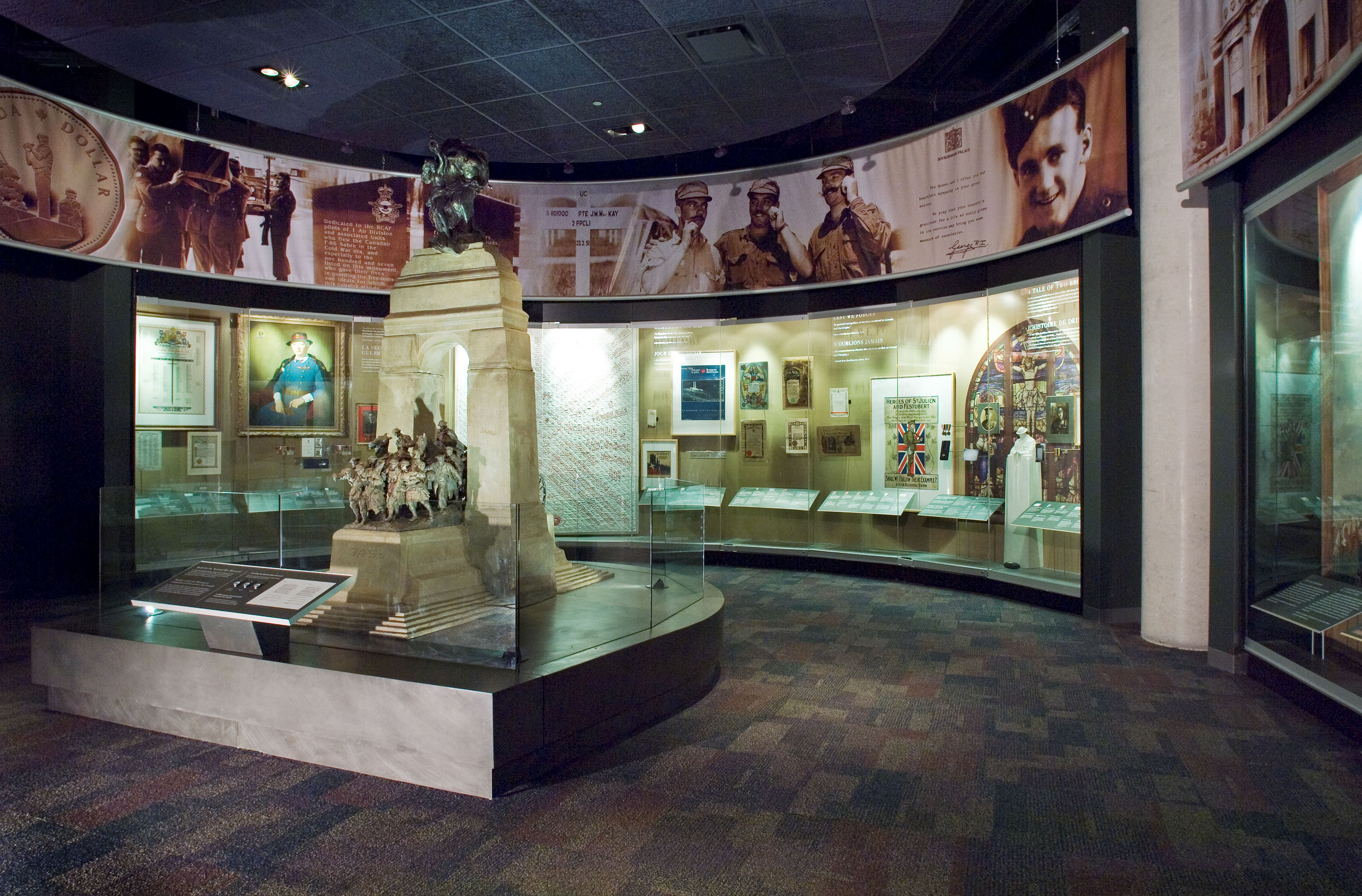
Зал почёта Канадского королевского легиона
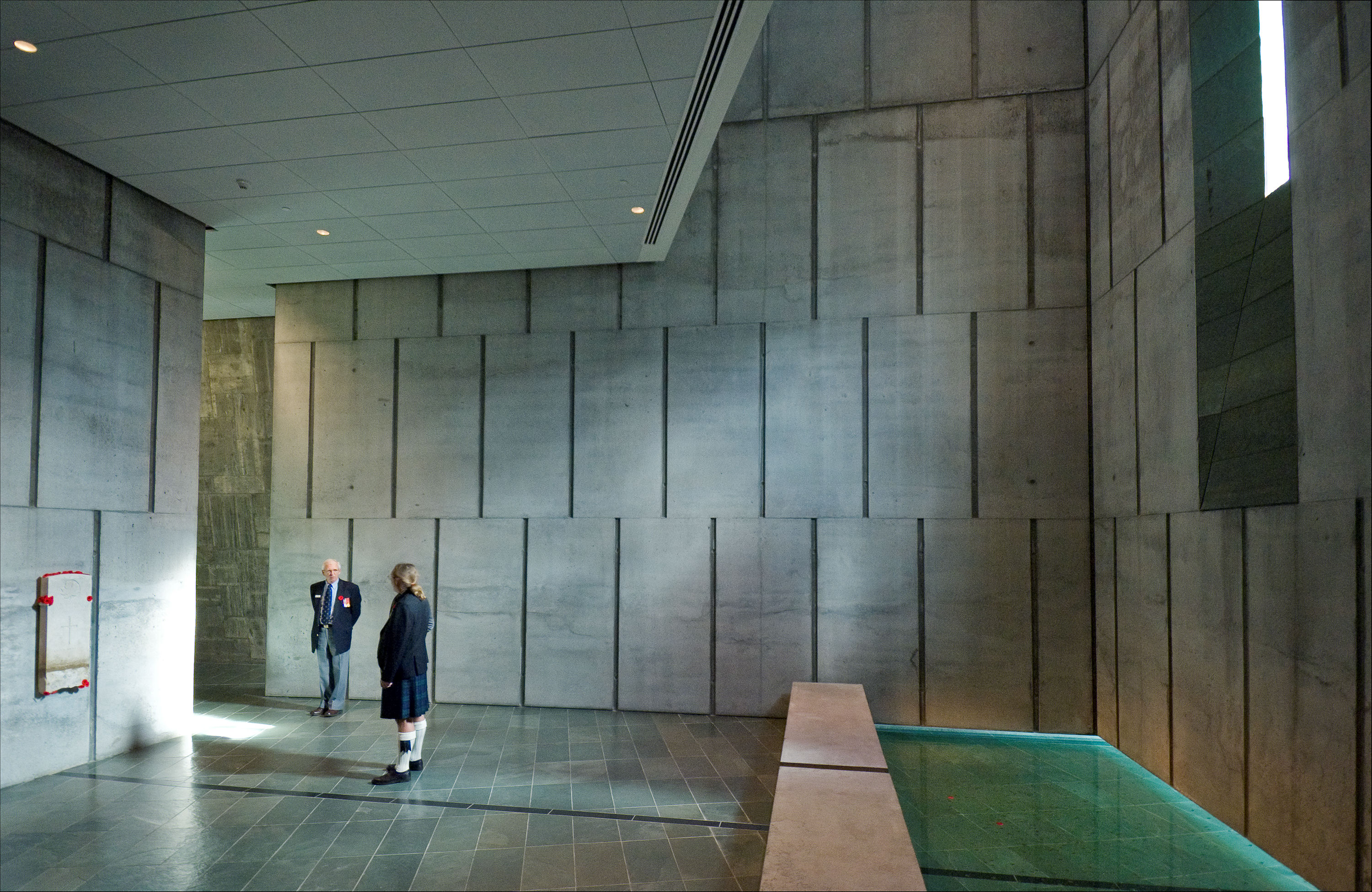
Мемориальный зал
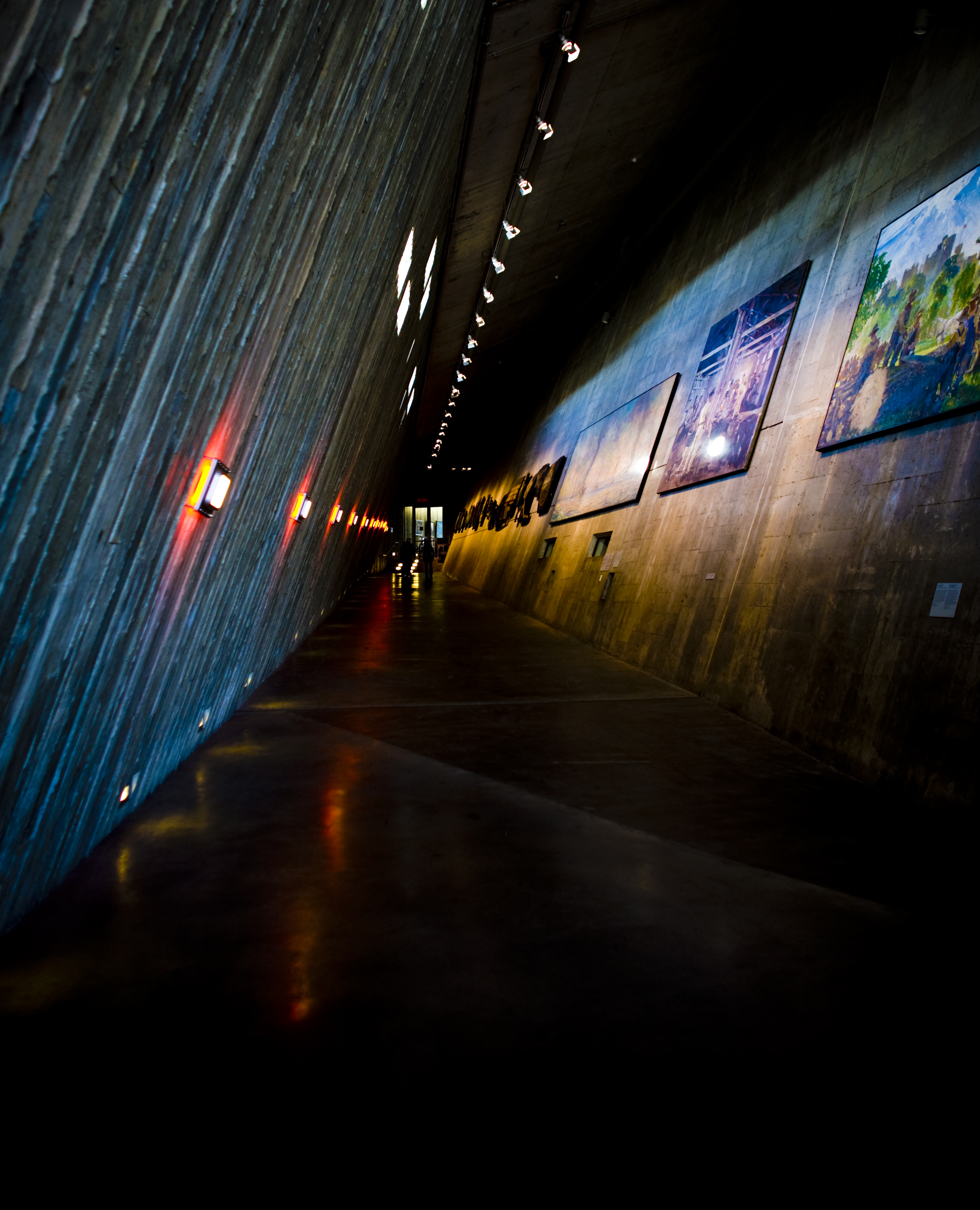
Военное искусство: картины расположены на наклонных бетонных стенах